# Heliocopris
Genre
Heliocopris est un genre de scarabées bousiers de la sous-famille des Scarabaeinae que l'on trouve en Afrique et en Extrême-Orient méridional, jusqu'aux limites du Pakistan et du sud-ouest de l'Afghanistan.

## Description
On trouve dans ce genre de grands scarabées mesurant jusqu'à 7 centimètres de longueur, comme Heliocopris dominus qui vit dans la péninsule indochinoise. Bien que ses pontes ne comportent que quatre œufs, ils sont considérés comme les plus gros œufs des scarabées. Les espèces sont de couleur noire ou noirâtre avec souvent une corne sur le pronotum qui est fort saillante chez le mâle, servant à rouler les matières fécales et à combattre les mâles rivaux. Les antennes sont lamelliformes et les élytres sont très chitineux et robustes.

## Liste des espèces
- Heliocopris alatus (Felsche, 1910)
- Heliocopris anadematus (Gillet, 1908)
- Heliocopris andersoni (Bates, 1868)
- Heliocopris anguliceps (Janssens, 1943)
- Heliocopris antenor Olivier, 1789
- Heliocopris atropos (Boheman, 1860)
- Heliocopris beccarii (Harold, 1871)
- Heliocopris biimpressus (Kolbe, 1893)
- Heliocopris bucephalus Fabricius, 1775
- Heliocopris colossus Bates, 1868
- Heliocopris corniculatus (Janssens, 1939)
- Heliocopris coronatus (Felsche, 1901)
- Heliocopris cuneifer (Lesne, 1906)
- Heliocopris densissa (Roth, 1851)
- Heliocopris dianae (Hope, 1842)
- Heliocopris dilloni (Guérin-Méneville, 1847)
- Heliocopris dolosus (Janssens, 1939)
- Heliocopris dominus Bates, 1868
- Heliocopris erycoides (Felsche, 1907)
- Heliocopris eryx (Fabricius, 1801)
- Heliocopris faunus (Boheman, 1857)
- Heliocopris felschei (Kolbe, 1904)
- Heliocopris fonsecai (Ferreira, 1967)
- Heliocopris furcithorax (Müller, 1941)
- Heliocopris gigas (Linnaeus, 1758)
- Heliocopris hamadryas (Fabricius, 1775)
- Heliocopris hamifer (Harold, 1878)
- Heliocopris haroldi (Kolbe, 1893)
- Heliocopris helleri (Felsche,  1907)
- Heliocopris hermes (Gillet, 1911)
- Heliocopris hunteri (Waterhouse, 1891)
- Heliocopris japetus Klug, 1855
- Heliocopris kolbei (Felsche, 1901)
- Heliocopris marshalli (Péringuey, 1901)
- Heliocopris midas (Fabricius, 1775)
- Heliocopris mimus (Janssens, 1939)
- Heliocopris minos (Gillet, 1907)
- Heliocopris mutabilis (Kolbe, 1893)
- Heliocopris myrmidon (Kolbe, 1893)
- Heliocopris neptuniformis (Felsche,  1907)
- Heliocopris neptunoides (Janssens, 1939)
- Heliocopris neptunus (Boheman, 1857)
- Heliocopris pauliani (Janssens, 1939)
- Heliocopris pirmal (Fabricius, 1798)
- Heliocopris quinqueangulatus (Janssens, 1939)
- Heliocopris samson (Harold, 1878)
- Heliocopris solitarius (Kolbe, 1893)
- Heliocopris staudingeri (Kolbe, 1893)
- Heliocopris sylvanus (Gillet, 1925)
- Heliocopris tyrannus (Thomson, 1859)

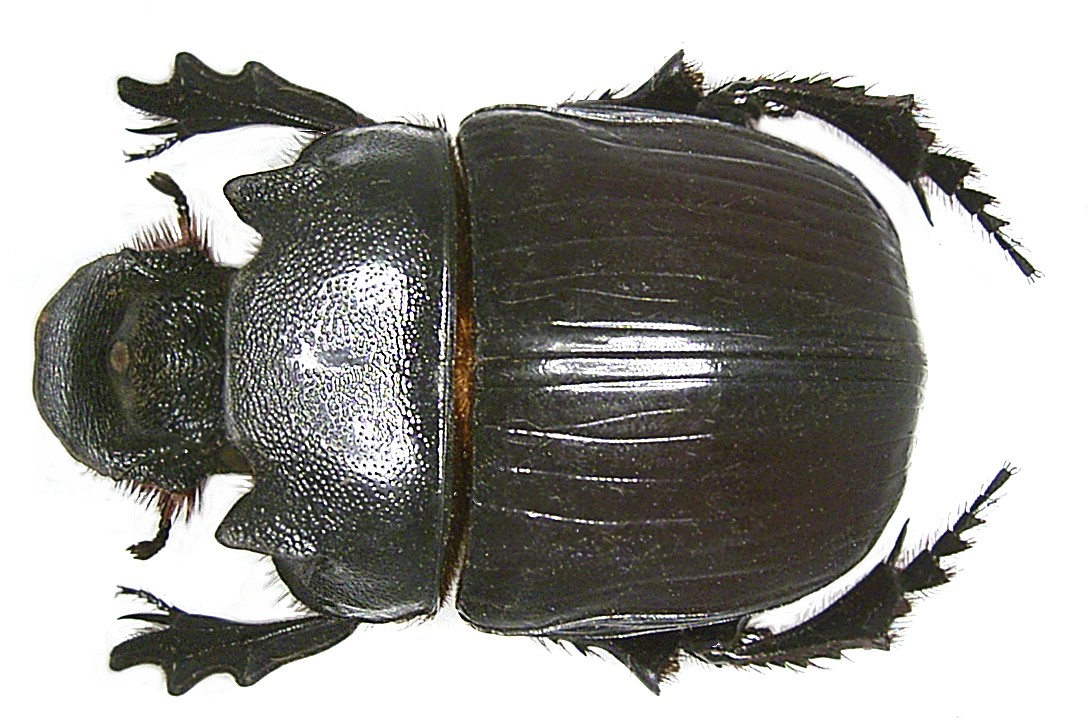
Heliocopris colossus
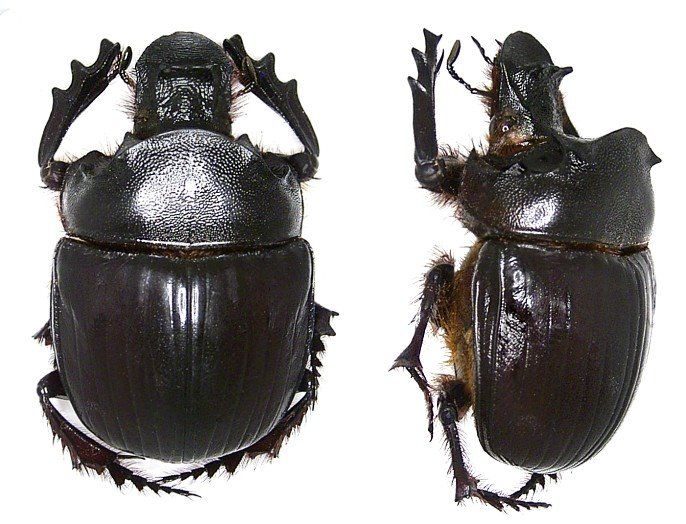
Heliocopris japetus
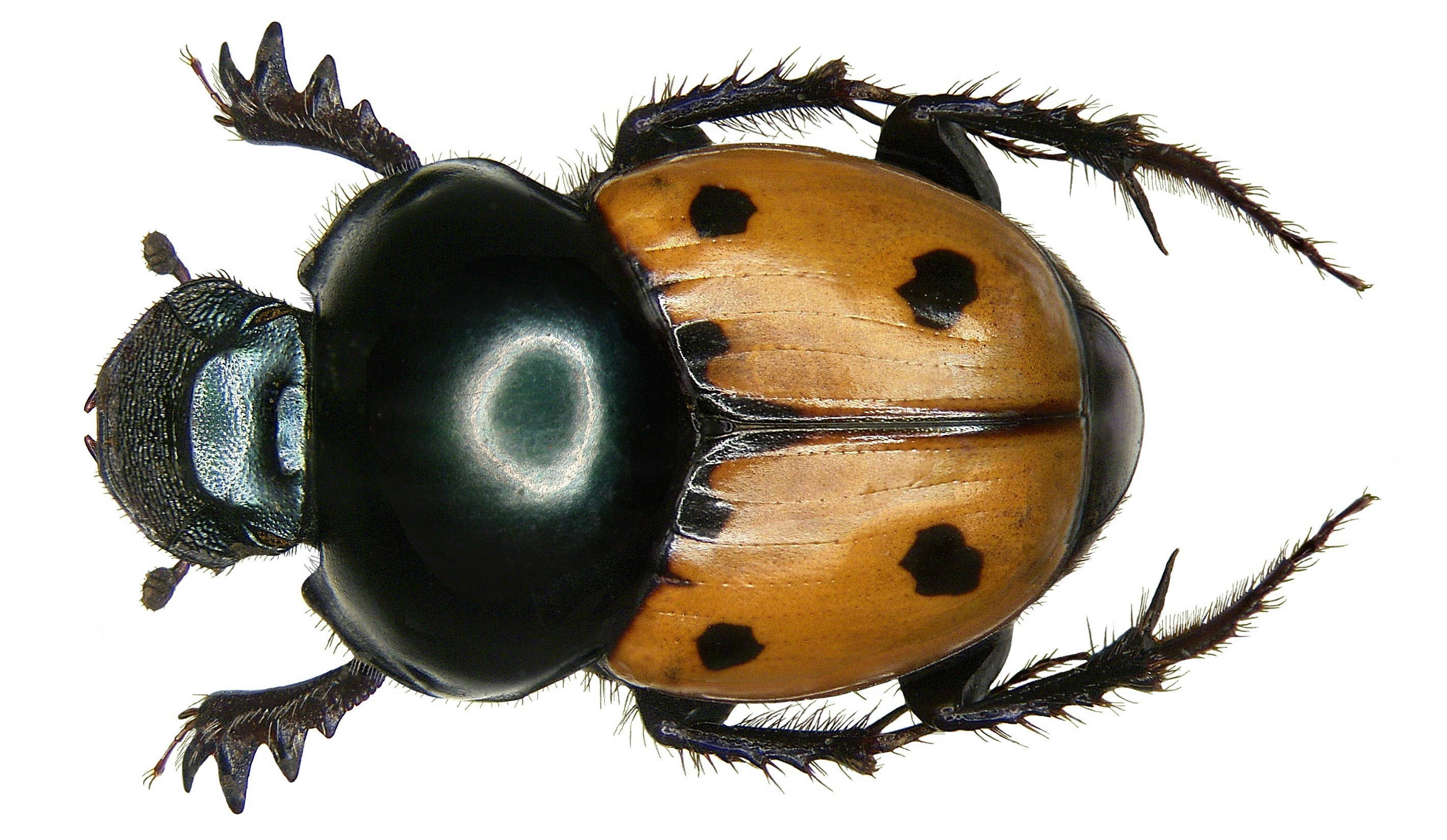
Helictopleurus quadripunctata